# 神戸女学院大学

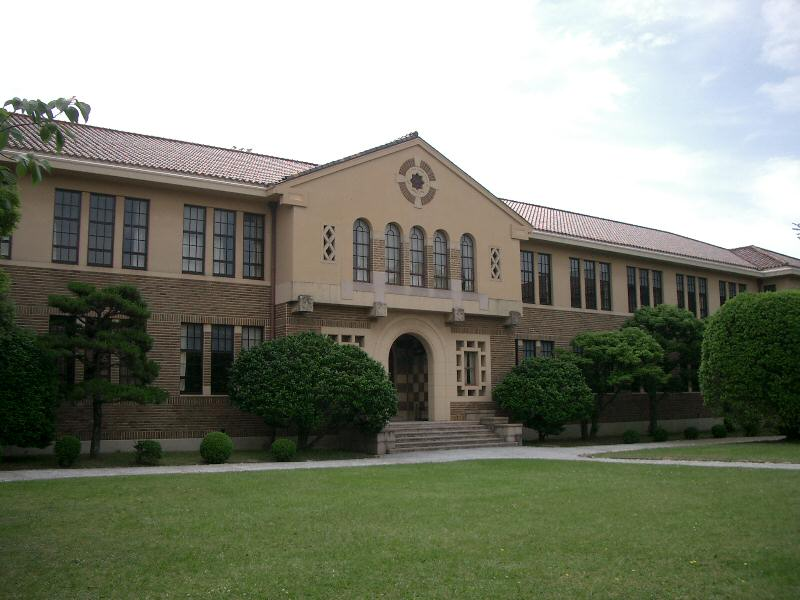
神戸女学院大学文学館

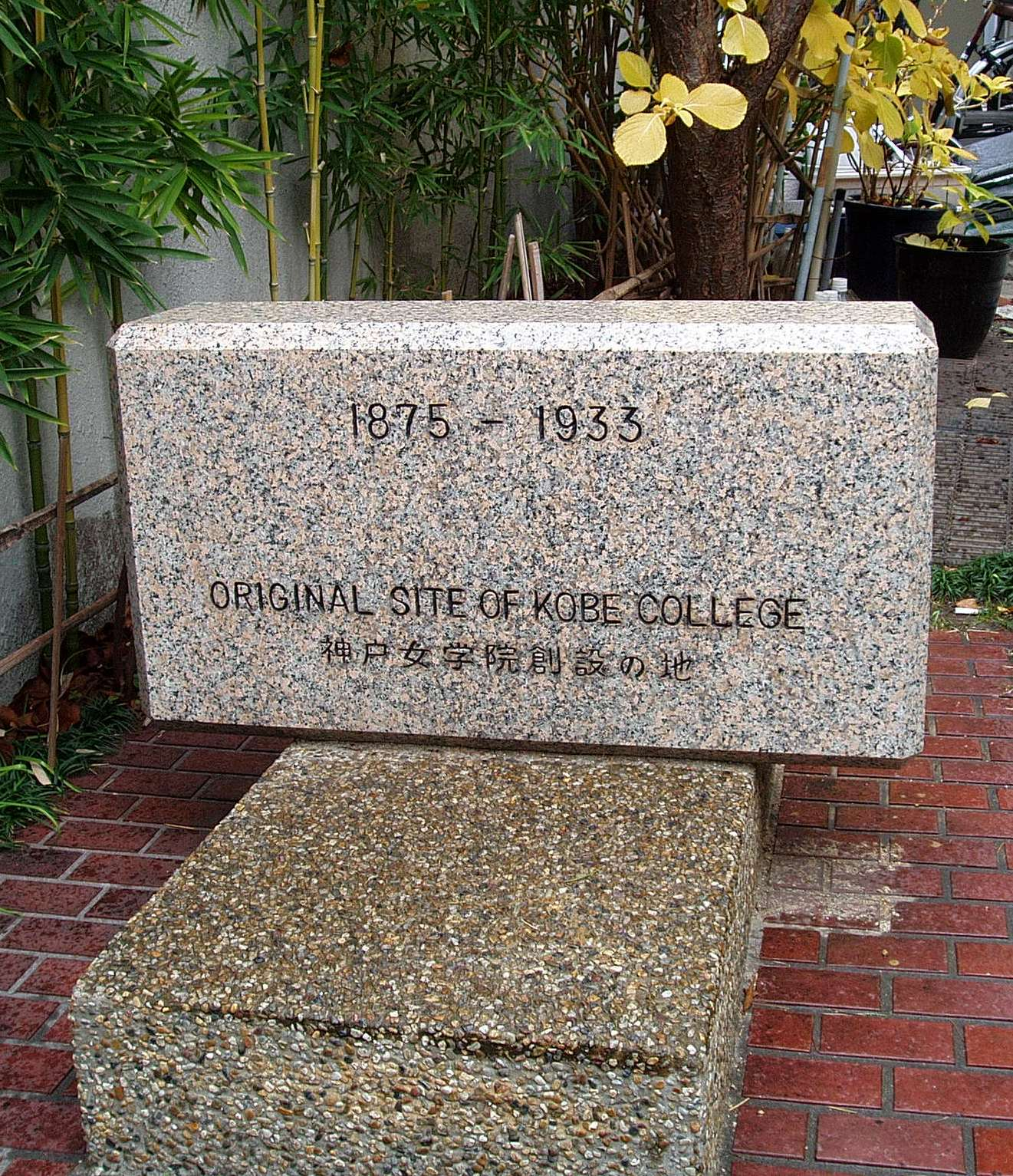
神戸女学院 創設の地（神戸市中央区）

神戸女学院大学（こうべじょがくいんだいがく、英語: Kobe College）は、兵庫県西宮市岡田山4番1号に本部を置く日本の私立大学。1875年創立、1948年大学設置。

## 概観

### 大学全体
米国から来日したキリスト教宣教師イライザ・タルカットとジュリア・ダッドレーにより1875年（明治8年）10月12日、兵庫県神戸市神戸区（現 中央区）に開校（のちに兵庫県西宮市に移転）。開校時の名称は「女學校」（通称「神戸ホーム」）。
その後、1879年に中等教育部門を整備して「神戸英和女学校」、次いで1894年には高等教育部門を確立して「神戸女学院」(Kobe College)と改称。第二次世界大戦後の学制改革に従って、1948年（昭和23年）4月に関西最初の新制女子大学となった。
キャンパスは創立以来長く神戸市にあったが、1933年（昭和8年）、摂津尼崎藩主桜井家（旧・桜井松平家）が所有していた西宮市岡田山にキャンパスを移転した。近隣の関西学院大学や聖和大学（現・関西学院大学教育学部）と同じウィリアム・メレル・ヴォーリズの設計によるスパニッシュ・ミッション様式の優美な校舎は、淡いクリーム色の外壁と赤銅色の瓦が特徴的。また、国土交通省近畿地方整備局は神戸女学院大学キャンパスを阪神間モダニズムにおけるヴォーリズ設計事務所代表作として紹介している。講堂・総務館・チャペル、図書館、文学館、理学館、音楽学部一号館は、2009年11月2日にまず国の登録有形文化財に登録され、引き続き2014年5月16日の文化審議会の答申により、それまで登録有形文化財に登録されていなかった建物を含め、中高部を含めた現存するヴォーリズ建築12棟が「重要文化財・神戸女学院」の名称で一括して重要文化財に指定されることが決まり、同年8月18日の官報で正式に指定された。
神戸女学院中学部・高等学部が同一キャンパス内に併設されており、関西学院大学西宮聖和キャンパス（旧・聖和大学）とは門を隔てて隣接している。

### 建学の精神
キリスト教の教えに基づいた「愛神愛隣」の建学精神を基盤に、個性と自由を尊ぶ全人教育を目指している。キリスト教学校教育同盟加盟校。

## 沿革

### 年表
- 1873年 - 神戸花隈村に私塾が開かれる
- 1875年 - 女子の寄宿学校「女學校(Girl's School)」（通称「神戸ホーム」）開校
- 1879年 - 「英和女学校」と改称（5年制）
- 1885年 - カレッジ課程（高等科）設置
- 1891年 - 高等科を3年制とする
- 1894年 - 「神戸女学院」(Kobe College)と改称
- 1909年 - 高等科を専門学校令に基づく専門部（4年制）とする認可を受ける
- 1919年 - 専門部を大学部と称す認可を受ける[4]。1924年に第二部英語か[5]
- 1933年 - 西宮市の現キャンパスに移転
- 1947年 - 昭和天皇が学校に行幸（昭和天皇の戦後巡幸に一環）。校内を視察した[6]。
- 1948年 - 新制女子大学「神戸女学院大学」として文学部を開設（英文学科、社会学科、家政学科）
- 1949年 - 音楽学科設置
- 1952年 - 音楽学部の認可を受ける
- 1965年 - 大学院文学研究科（修士課程）英文学・社会学専攻を設置
- 1967年 - 家政学部を設置
- 1976年 - 文学部社会学科を改組して文学部総合文化学科とする
- 1980年 - 大学院文学研究科（修士課程）に日本文化学専攻を設置
- 1989年 - 大学院文学研究科英文学専攻に博士後期課程を設置
- 1990年 - 音楽専攻科を設置
- 1993年 - 人間科学部人間科学科を設置（家政学部は募集停止）
- 1995年 - 阪神・淡路大震災により被災
- 1997年 - 大学院人間科学研究科（修士課程）人間科学専攻を設置
- 1999年 - 大学院人間科学研究科人間科学専攻に博士後期課程を設置
- 2000年 - 大学院音楽研究科（修士課程）音楽芸術表現専攻を設置。大学院文学研究科日本文化学専攻を比較文化学専攻に改称
- 2002年 - 大学院文学研究科比較文化学専攻に博士後期課程を設置
- 2005年 - 人間科学部に心理・行動科学科、環境・バイオサイエンス学科を設置（人間科学科は募集停止）
- 2006年 - 音楽学部音楽学科に舞踊専攻を設置
- 2007年 - 音楽学部音楽学科作曲専攻をミュージック・クリエィション専攻に改組
- 2013年 - 大学院文学研究科社会学専攻を廃止し、科目の一部を比較文化学専攻に組み入れ
- 2014年9月18日 - ヴォーリズ建築全体が「重要文化財・神戸女学院」の名称で（校舎12棟が）一括して重要文化財に指定される
- 2015年4月 - 大学院文学研究科（博士前期課程）英文学専攻にグローバル・スタディーズコースを設置
- 2024年4月 - 国際学部および心理学部を新設[7]
- 2025年4月 - 人間科学部 環境・バイオサイエンス学科を改組し、生命環境学部を開設予定

## 基礎データ

### 所在地
- 兵庫県西宮市岡田山4番1号

### 象徴
- 校章は1885年（明治18年）に定められたもので、クローバーの葉をモチーフにしている。クローバーの三つ葉は身体・精神・霊魂を表し、3つが調和した完全な人格の育成を目指す学院の理想を表している。1904年（明治37年）に、三つ葉の中にKCの字を組み合わせたマークが入れられた。
- スクールカラーは濃青色で、平和と真実を表すとされる。

## 教育および研究

### 組織

#### 学部・学科
- 国際学部（2024年4月開設）
  - 英語学科
  - グローバル・スタディーズ学科
- 文学部
  - 英文学科（2024年4月学生募集停止）
  - 総合文化学科
- 音楽学部
  - 音楽学科
    - 音楽表現専攻
      - 器楽専修
      - 声楽専修
      - ミュージック・クリエイション専修

    - 音楽キャリアデザイン専攻
- 心理学部（2024年4月開設）
  - 心理学科
- 生命環境学部（2025年4月開設予定）
  - 生命環境学科　（環境科学領域、情報科学領域、生命科学領域、サイエンスコミュニケーション領域）
- 人間科学部
  - 心理・行動科学科（2024年4月学生募集停止）
  - 環境・バイオサイエンス学科（2025年4月学生募集停止）

#### 大学院
- 文学研究科
  - 英文学専攻
    - 英文学コース（博士前期課程・博士後期課程）
    - 英語学コース（博士前期課程・博士後期課程）
    - 通訳・翻訳コース（博士前期課程）
    - グローバル・スタディーズコース（博士前期課程）

  - 比較文化学専攻（博士前期課程・博士後期課程）
- 音楽研究科
  - 音楽芸術表現専攻（修士課程）
    - 作曲
    - 声楽
    - 器楽
- 人間科学研究科
  - 人間科学専攻（博士前期課程・博士後期課程）

#### 附属機関
- 宗教センター
- FDセンター
- 学生生活支援センター・国際交流センター
- キャリアセンター
- 図書館
- 視聴覚センター
- 研究所・女性学インスティチュート
- 情報処理センター
- 保健室
- 学生相談室
- 共通英語教育研究センター
- 心理相談室

## 学生生活

### クラブ・同好会
クラブ・同好会は文化部会と体育部会に分かれており、文化部会に28団体（休部中の団体を含む）、体育部会に17団体（休部中の団体を含む）がある。

## 大学関係者と組織

### 大学関係者組織
- 神戸女学院めぐみ会 - 学院の同窓会。

## 施設

### キャンパス
- 交通アクセス[8]：
  - 阪急今津線「門戸厄神駅」下車、徒歩約10分。
  - 阪急バス「神戸女学院西門前」下車。

### 重要文化財
次の建物が「神戸女学院」の名称で2014年9月18日に重要文化財に指定されている。なお、重要文化財に指定されているのは12棟であるが、葆光館は神戸女学院中学部・高等学部が使用している建物であるため、大学として指定されているのは残り11棟になる。また、パーゴラが附（つけたり）指定されている。
- 総務館、講堂及び礼拝堂（ソールチャペル）
- 図書館（図書館本館）
- 文学館
- 理学館
- 音楽館（音楽学部1号館）
- 体育館（第一体育館）
- 社交館
- ケンウッド館
- エッジウッド館
- 汽罐室
- 正門及び門衛舎
  - パーゴラ（附指定）
  - 葆光館（中高部）
- 下位の5棟は2009年11月2日に登録有形文化財に登録されていた。
  - 総務館、講堂及び礼拝堂（ソールチャペル）
  - 図書館（図書館本館）
  - 文学館
  - 理学館
  - 音楽館（音楽学部1号館）

### 見学
重要文化財の建物群は、同窓生や在校生保護者は申込み不要で、事務を休む日以外はいつでも見学ができるが、その他の人々のための一般公開は常時は行っていない。一般人が見学をする方法はいくつかあるが、主なものは下記の通り。
- 一般公開日の見学
  - 公式ホームページなどで告知される一般公開日の見学ツアーに参加する方法で、総務館・講堂・チャペル、文学館、図書館本館、社交館、渡り廊下は内部の見学ができるが、平日の場合等で文学館が授業を行っていたり、講堂で行事を行なっている場合は外観のみの見学となることもありうる。理学館、音楽館、門衛舎は外観のみの見学となる。中高部の校舎である葆光館も講堂の前から外観が見える。体育館、ケンウッド館、エッジウッド館、汽罐室までは行かない。2017年現在300円の協賛金が必要で、WEBまたは往復はがきでの予約が必要である。ツアーの所要時間は1時間ほどで解説があるが、ツアーの時間の前後に、一部の建物のみ自由に外観のみ見学できる。
- 公開講座等終了後の見学
  - 年6回の公開講座や年17回の金曜公開プログラム(回数は2016年の実績)に参加した場合は、主要な一部の建物の外観のみ見学できる。その他、有料で開催されることがある公開講演会に参加した場合も主要な一部の建物の外観のみ見学できる。
- 大学祭に伴う入場
  - 毎年10月下旬の金・土曜日に行われる大学祭「岡田山祭」の時には、誰でも予約なしに入場でき、事実上多くの建物の外観の見学が可能となる。建物の外観を見ることができるのは総務館・講堂・チャペル、文学館、図書館本館、社交館、渡り廊下、理学館、音楽館、門衛舎、体育館、ケンウッド館、エッジウッド館、汽罐室、葆光館であり、重要文化財の建物の中では社交館のみ見ることでできない。特に文学館は室内出展の会場となるため、建物内に入ることができ、講堂は講堂での行事を見るために入ることができる。ケンウッド館、エッジウッド館、汽罐室は、ケンウッド館前にある茶室での茶道部の行事がある時のみそのエリアに立ち入ることができる。附指定のパーゴラの下で休憩することもできる。
- 「愛校バザー」に伴う入場
  - 例年5月の最終土曜日に大学のグラウンドを主会場として「公益社団法人神戸女学院めぐみ会」主催の愛校バザーが行われ、一般人も入場できる。体育館内も会場となるほか、重文指定の講堂でイベントが行われる。重文指定建物の外観は、離れた場所にあるケンウッド館、エッジウッド館、汽罐室を含め、ケンウッド館前にある茶室で茶道部の行事あるため、すべて見学可能となる。
  - 雨天のときは建物内に会場が移され、重文指定の建物のうち、文学館・第一体育館と中高部である葆光館に立ち入りが可能となる。重文指定建物の外観は好天時と同様にすべて見学可能となる。
- オープンキャンパスに伴う入場
  - 毎年6～7回行われるオープンキャンパスに参加すると事実上すべての建物を自由に見学できる。参加できるのは神戸女学院大学を目指す高校生・浪人生及び、受験を考えている、あるいは将来の受験を検討している学生の保護者・父兄である。保護者・父兄のみの参加も可能である。予約なしで参加することができ、特に総務館・講堂・チャペル、文学館、図書館本館、社交館、渡り廊下、理学館、体育館は自由に内部も見学できる。パーゴラの下にも行ける。オープンキャンパスの開始時に講堂で行われる礼拝時には、パイプオルガンの演奏も行われる。社交館内部のパンとコーヒーを提供する店舗も営業しており、社交館内部で飲食することができる。音楽館は音楽学部の見学ツアーに参加すると内部に入ることができる。それ以外のすべての建物も建物のすぐ近くまで行ける。「キャンパスツアー」に参加すると現役学生による解説がつくが、重文建築・ヴォーリズ建築としての解説ではなくあくまで大学施設としての解説であり、ヴォーリズ建築以外の校舎・施設も回る。

## 対外関係

### 地方自治体との協定
- 「学生ボランティア」学校サポート事業に関する協定（2020年締結）[9]
  - 京都市教育委員会

### 他大学との協定

#### 留学協定校
- アメリカ合衆国
  - ロックフォード大学（英語版）
  - ワイオミング大学
  - ボーリング・グリーン州立大学
  - サムヒューストン州立大学（英語版）
  - チャタム大学（英語版）
  - カリフォルニア大学アーバイン校
- イギリス
  - イースト・アングリア大学
- 韓国
  - 梨花女子大学校
  - 徳成女子大学校（英語版、朝鮮語版）
  - 淑明女子大学校
- 中国
  - 広東外語外貿大学
  - 揚州大学
- 台湾
  - 文藻外語大学
- オーストラリア
  - クイーンズランド大学
- カナダ
  - ヨーク大学
- フィリピン
  - ミリアム大学（英語版）
  - アサンプション大学（英語版）
- タイ
  - タイキリスト大学

## 社会との関わり
下記の作品で舞台のモデルとしてキャンパスが使用された。
- 劇場版『空の境界』（第6章に登場する礼園女学院。実際にロケーション・ハンティングが行われた[10]）
- アニメ映画『きみの色』（主人公が通う女子高校[11][12]）

## 附属学校
- 神戸女学院中学部・高等学部